# La Bresse
La Bresse település Franciaországban, Vosges megyében. Lakosainak száma 3947 fő (2022. január 1.). La Bresse Xonrupt-Longemer, Rochesson, Metzeral, Stosswihr, Wildenstein, Cornimont és Gérardmer községekkel határos.

## Népesség
A település népességének változása:
| Lakosok száma | 4262 | 4243 | 4345 | 4154 | 4146 | 4143 | 4139 | 4041 | 3947 |
|               | 2013 | 2015 | 2016 | 2017 | 2018 | 2019 | 2020 | 2021 | 2022 |